# Izabela (grožđe)
Izabela je vrsta crvenog grožđa porijeklom iz Sjeverne Amerike. Radi se o hibridnoj i vrlo otpornoj lozi koja se kod nas i u Europi javlja krajem 19. stoljeća, nakon što je filoksera poharala europske vinograde. Koristi se većinom kao stolno grožđe, no od nje se može prirediti i kvalitetno vino - kao primjere uzmimo talijanski Fragolino, abhazijsku Radedu, te gradišćanski Uhudler. U Republici Hrvatskoj se vino od izabele ne smije stavljati u prodaju, no proizvodnja za osobnu uporabu je i dalje dozvoljena.

## Povijest
Izabela je hibrid američke loze Vitis labrusca i europske loze Vitis vinifera. Kao priznata sorta prvi puta je opisana 1816. godine u SAD. Oko 1820. uvezena je u Francusku i Njemačku, te se u drugoj polovini 19. stoljeća (otprilike nakon 1860.) raširila po cijeloj Europi, prije svega zbog svoje otpornosti na filokseru.

## Raširenost
Veću važnost ova sorta i danas ima u nekim od država koje su bile u sastavu Sovjetskog saveza, prije svega u Abhaziji, Azerbejđanu, Dagestanu, Gruziji, Moldaviji i Ukrajini. Također se uzgaja i u Švicarskoj, te Portugalu. Manji nasadi postoje i u Austriji,Italiji,Francuskoj ,Turskoj i Hrvatskoj.
Izabela se dobro ponaša i u tropskoj i suptropskoj klimi pa se uzgaja i u Indiji, na Baliju, u Brazilu, Urugvaju i Japanu.

## Zanimljivosti
Iako se i dan danas kod nas vinima od direktno rodećih američkih hibrida pripisuje povećan sadržaj metanola istina je sasvim drugačija, bijela vina sadrže oko 98 mg/l metanola,crna oko 131 mg/l, a ona od tzv direktora oko 123 mg/l.

## Sinonimi
Alexander, Americano, Amerikanska Loza, Ananas, Ananaszoeloe, Arkansastraube, Bangalore Blue, Batum Uezuemue, Bellina, Black Cape, Blaue Isabella, Bromostaphylo, Bungalore Blue, Capsunica, Captraube, Capwein, Catalan Negro, Champania, Christie'S Improved Isabella, Cilek Uezuemue, Cimavica, Constantia, Constanziatraube, Dorchester, Edes, Eperszoeloe Piros, Eperzamatu, Fragola, Fragola Crna, Framboisier, Fraula, Fraulaghju, Fravula, Frutilla, Gibb'S Grape, Gros Framboise, Guercue Uezuemue, Isabel, Isabella, Isabella Blaue, Isabella Nera, Isabelle, Isabelle D'Amerique, Isabellinha, Izabel, Izabela, Izabela Crna, Izabella, Izabella Piros, Izabelle, Jahodovy Hrozen, Kepshuna, Kerkyraios, Kokulu Uezuem, Koreos, Lidia, Loipe Makedonia, Mihacir Uezuemue, Moschostaphylo, New Hanover, Nostrano, Odessa, Ontessa, Paign'S Isabella, Paine'S Early Sanborton, Payne'S Early, Paynes Isabella, Piros Eperszoeloe, Piros Izabella, Raisin De Cassis, Raisin Du Cap, Raisin Fraise, Raisin Framboise, Sainte Helena, Sainte Helene, Saluda, Sampanija, Sauborton, Schuykill, Strawberry Grape, Tjortjidica, Tzampela, Tzortzidika Chakidike, Tzortzines, Utkopro, Uva Americana, Uva Cimice, Uva Fragola, Uva Fraula, Vernet, Woodward, Zampela.

## Vanjske poveznice
http://www.vivc.de/datasheet/dataResult.php?data=5560  Arhivirana inačica izvorne stranice od 13. svibnja 2016. (Wayback Machine)